# Décembre 1934

## Événements
- Exposition Alberto Giacometti à New York.

- 1er décembre : 
  - José Luis Tejada Sorzano, président de Bolivie (fin en 1936).
  - Lázaro Cárdenas, président populiste du Mexique (fin en 1940). : Il parvient jusqu’en 1940 à enraciner la loyauté des couches populaires au régime révolutionnaire grâce à un populisme radical (Sesenio). Il renforce la présidence et consolide l’État face aux caudillos tels Plutarco Elías Calles qui ont dominé la période 1924-1934.
    - Cárdenas relance les distributions de terres : de 1934 à 1940, 18 millions d’ha profitent à 800 000 paysans par l’institution traditionnelle de l’ejido, une structure de propriété collective qui distribue les lopins de terre en usufruit aux familles. des travaux d’irrigation sont lancés, des voies de communications construites et des crédits attribués.

  - Assassinat à Leningrad du secrétaire du Comité central du PC soviétique Sergueï Kirov. Staline saisit cette occasion pour déclencher une vaste purge des cadres du parti soupçonnés d’opposition au régime. Grigori Zinoviev et Lev Kamenev sont les premières victimes.

- 4 décembre : fondation du Parc national d'Akan sur l'île d'Hokkaidō, au Japon.

- 5 décembre : 
  - Pierre Laval, ministre des Affaires étrangères signe à Genève avec Maxim Litvinov un protocole en vue du respect rigoureux du pacte de l’Est.
  - Incident de frontière entre la Somalie italienne et l’empire d'Éthiopie qui décide de porter le conflit devant la SDN.

- 10 décembre : le Belge Henri De Man expose à Paris ses thèses économiques planistes, adoptées par le parti ouvrier belge.

- 25 décembre : condamnée à mort pour l’assassinat de son père et la tentative d’assassinat de sa mère le 12 octobre, Violette Nozière est graciée. Sa peine est commuée en détention à perpétuité.

- 27 décembre : la Perse change de nom et devient l’Iran.

- 29 décembre : 
  - L'empire du Japon dénonce le traité naval de Washington de 1922 et renonce à limiter ses armements. Réarmement militaire et naval rapide du Japon.
  - Quatorze inculpés « zinoviévistes », accusés de l’assassinat de Kirov, sont condamnés à mort et exécutés en Union soviétique. Les deux tiers des membres du Comité central sont exécutés entre 1934 et 1938, plus de la moitié des officiers supérieurs de l’Armée rouge sont arrêtés entre 1936 et 1938).

## Naissances
- 2 décembre : Tarcisio Bertone, religieux italien, cardinal secrétaire d'État de la Curie romaine depuis le 15 septembre 2006.
- 3 décembre : Viktor Gorbatko, cosmonaute soviétique († 17 mai 2017).
- 18 décembre : Boris Volynov, cosmonaute soviétique.
- 19 décembre : Pratibha Patil, femme politique indienne, actuelle présidente de l'Inde.
- 20 décembre : Julius Riyadi Darmaatmadja, cardinal indonésien, archevêque de Jakarta.
- 24 décembre : Enrique Dussel, philosophe, historien et théologien d'origine argentine, naturalisé mexicain († 5 novembre 2023).
- 27 décembre : Jeffrey Sterling, homme d'affaires britannique.
- 28 décembre : 
  - Maggie Smith, actrice britannique († 27 septembre 2024).
  - Zohra Drif, femme politique algérienne.
- 29 décembre : Max Schoendorff, peintre, graveur, illustrateur et scénographe français († 20 octobre 2012).
- 30 décembre :
  - Joseph Bologna, acteur, scénariste, producteur et réalisateur américain († 13 août 2017).
  - Lily Safra Watkins, philanthrope et milliardaire brésilienne naturalisée monégasque († 9 juillet 2022).

## Décès
- 9 décembre : Alceste De Ambris, homme politique et syndicaliste révolutionnaire italien. (° 15 septembre 1874).
- 26 décembre : Joseph-Elzéar Bernier, explorateur de l'Arctique.
- 31 décembre : Francis Bourne, cardinal britannique, archevêque de Westminster (° 23 mars 1861).